# Uncover (canción)
«Uncover» (en español: «Descubrir») es una canción interpretada por la cantante sueca Zara Larsson e incluida en su EP debut, Introducing (2013). Compuesta por Marcus Sepehrmanesh, Robert Habolin y Gavin Jones, la canción fue lanzada el 21 de enero de 2013, como el primer sencillo del EP, y es la cuarta pista en el EP. Musicalmente, «Uncover» es una canción pop con influencias del R&B contemporáneo.
«Uncover» fue un éxito crítico y comercial en Europa, llegó al número uno en el Sverigetopplistan de Suecia y también alcanzó la misma posición en Noruega. Ha sido incluida en las listas de numerosos críticos de fin de año. La canción también encabezó las listas en Bélgica, Dinamarca, Francia y Suiza. En julio de 2013, el sencillo fue certificado séxtuple platino en Suecia por Universal Music Suecia.
«Uncover», también fue presentada en el primer álbum de estudio de Larsson, titulado 1 (2014) y en su primer EP lanzado a nivel internacional, Uncover (2015).

## Posicionamiento en las listas

### Semanales
| Bélgica         | Ultratop 50 Flanders         | 7  |
| Bélgica         | Ultratop 50 Wallonia         | 6  |
| República Checa | Rádio Top 100                | 16 |
| República Checa | Singles Digitál Top 100      | 55 |
| Dinamarca       | Tracklisten                  | 3  |
| Francia         | SNEP                         | 5  |
| Francia         | Billboard Digital Song Sales | 6  |
| Líbano          | The Official Lebanese Top 20 | 12 |
| Luxemburgo      | Billboard Digital Songs      | 4  |
| Noruega         | VG-lista                     | 1  |
| Eslovaquia      | Rádio Top 100                | 11 |
| Eslovaquia      | Singles Digitál Top 100      | 57 |
| España          | PROMUSICAE                   | 29 |
| Suecia          | Sverigetopplistan            | 1  |
| Suiza           | Schweizer Hitparade          | 8  |
| Suiza           | Billboard Digital Songs      | 4  |

### Fin de año
| País      | Lista                | Mejor posición |      |      |      |      |      |      |
| 2013      | 2013                 | 2013           | 2013 | 2013 | 2013 | 2013 | 2013 | 2013 |
| --------- | -------------------- | -------------- | ---- | ---- | ---- | ---- | ---- | ---- |
| Dinamarca | Tracklisten          | 20             |      |      |      |      |      |      |
| Suecia    | Sverigetopplistan    | 6              |      |      |      |      |      |      |
| 2014      |                      |                |      |      |      |      |      |      |
| Bélgica   | Ultratop 50 Flanders | 19             |      |      |      |      |      |      |
| Bélgica   | Ultratop 50 Wallonia | 22             |      |      |      |      |      |      |
| Suiza     | Schweizer Hitparade  | 27             |      |      |      |      |      |      |

## Certificaciones
| País      | Organismo certificador | Certificación | Ventas certificadas | Simbolización | Ref.   |
| --------- | ---------------------- | ------------- | ------------------- | ------------- | ------ |
| Bélgica   | BEA                    | Platino       | 30 000              | ▲             | [ 23 ] |
| Brasil    | Pro-Música Brasil      | 2x Platino    | 80 000              | ▲             | [ 24 ] |
| Dinamarca | IFPI — Dinamarca       | Oro           | 15 000              | ●             | [ 25 ] |
| Francia   | SNEP                   | Oro           | 75 000              | ●             | [ 26 ] |
| Noruega   | IFPI — Noruega         | Platino       | 10 000              | ▲             | [ 27 ] |
| Suecia    | GLF                    | 6× Platino    | 240 000             | ▲             | [ 28 ] |
| Suiza     | IFPI — Suiza           | Platino       | 30 000              | ▲             | [ 29 ] |

## Historial de lanzamientos
| País           | Fecha                | Formato                                                           | Discográfica | Ref.   |
| -------------- | -------------------- | ----------------------------------------------------------------- | ------------ | ------ |
| Estados Unidos | 2 de febrero de 2015 | Música contemporánea para adultos y Hit Contemporáneo de la radio | Epic · TEN   | [ 30 ] |